# Viviani (cràter)
Viviani és un petit cràter d'impacte pertanyent a la cara oculta de la Lluna, situat a l'oest del prominent cràter King, i just a sud-est de Katchalsky.

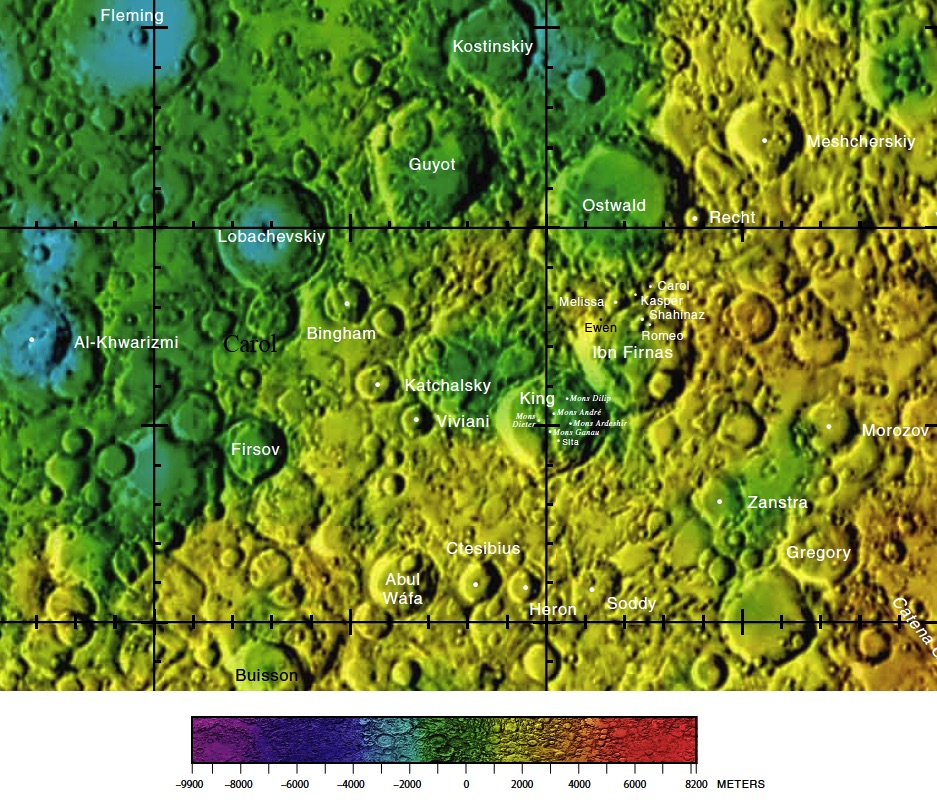
Localització de Viviani (centre de la imatge)
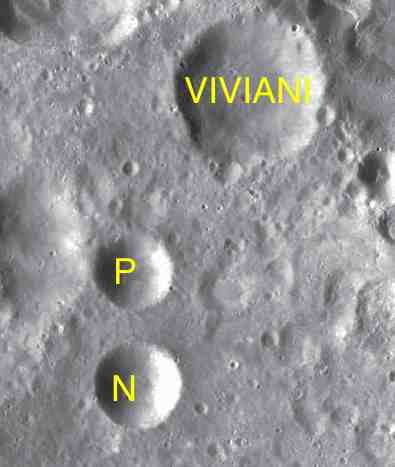
Cràters satèl·lit

Es tracta d'un cràter circular, en forma de bol, amb una vora de perfil ben definit i una paret interior més ampla a la meitat sud-est. Un petit cràter ha tallat el contorn de la vora sud, i un altre petit cràter apareix adossat a l'exterior a l'est. Les parets interiors són simples pendents que baixen fins al nivell relativament anivellat del sòl del cràter, sense altres característiques destacables.
Porta el nom del matemàtic i científic italià Vincenzo Viviani.

## Cràters satèl·lit
Per convenció aquests elements són identificats en els mapes lunars posant la lletra en el costat del punt central del cràter que està més proper a Viviani.
| Viviani | Coordenades                          | Diàmetre |
| ------- | ------------------------------------ | -------- |
| N       | 3° 30′ N, 116° 30′ E / 3.5°N,116.5°E | 16 km    |
| P       | 4° 06′ N, 116° 30′ E / 4.1°N,116.5°E | 15 km    |